# 그랜트가젤
그랜트가젤(Nanger Granti)은 가젤의 일종이다. 다마가젤과 같은 다마가젤속에 속하는 종으로 가젤속에 속하는 종과는 구별된다. 여러 종의 아종이 있다. 몸길이 140~160cm, 키 70~90cm, 몸무게 30~70kg이다. 야생에 가장 널리 퍼져 있는 가젤의 일종으로, 야생에 140,000~350,000마리가 분포하는 것으로 추정된다. 탄자니아 북부와 수단과 에티오피아 남부 사이, 케냐 해안과 우간다의 빅토리아 호수까지 분포한다. 초식동물로서 식물의 어린싹을 좋아한다. 천적은 사자, 표범, 하이에나, 아프리카들개, 나일악어 다.